# 吉野甚五左衛門覚書
『吉野甚五左衛門覚書』（よしのじんござえもんおぼえがき）は、文禄の役に従軍した吉野甚五左衛門によって記された記録。『吉野日記』、『吉野覚書』などの題でも呼ばれる。
著者の吉野甚五左衛門について詳しいことはわかっていないが、平戸の領主松浦鎮信に仕えていたと見られる。松浦勢は文禄の役において小西行長の指揮下に組み込まれ、吉野はその軍勢の一員として従軍した。釜山に上陸したのち北上、文禄元年（1593年）1月に平壌から撤退。文禄2年（1594年）4月末に吉野も帰国の途に就いた。この記録は、その帰りの船中で記したという。
短い文章ながら、日本の武士の勇猛さや緒戦の勝利を誇る叙述とともに、現地民衆に対する殺戮行為や、苦戦に陥った従軍者の悲惨を示す赤裸々な叙述が入り混じっている。